# Galenia ecklonis
Galenia ecklonis là một loài thực vật có hoa trong họ Phiên hạnh. Loài này được Walp. mô tả khoa học đầu tiên năm 1843.